# 容基耶尔角
容基耶尔角（俄语：Мыс Жонкиер）是萨哈林州薩哈林島亞歷山德羅夫斯克區的海角，面对鞑靼海峡，探入海中数百米远，高171.7米，对面是三兄弟岩，该海角与三兄弟岩一起成为亚历山德罗夫斯克区的象征，被绘制在区旗和区徽上。它由拉彼鲁兹伯爵让-弗朗索瓦·德·加洛于1787年命名，以纪念新法兰西总督雅克-皮埃尔·德·塔法内尔·德·拉·容基耶尔。